# Bistum Ouahigouya
Das Bistum Ouahigouya (lateinisch Dioecesis Uahiguyaensis, französisch Diocèse de Ouahigouya) ist eine in Burkina Faso gelegene römisch-katholische Diözese mit Sitz in Ouahigouya.
Ihr Gebiet umfasst die Provinzen Yatenga, Bam, Loroum und Zondoma.

## Geschichte
Das Bistum Ouahigouya wurde am 23. Juni 1958 durch Papst Pius XII. mit der Apostolischen Konstitution Sollemne nobis aus Gebietsabtretungen des Bistums Koudougou errichtet. Es wurde dem Erzbistum Ouagadougou als Suffraganbistum unterstellt. Am 20. November 2004 gab das Bistum Ouahigouya Teile seines Territoriums zur Gründung des Bistums Dori ab. 

## Bischöfe von Ouahigouya
- Louis-Marie-Joseph Durrieu MAfr, 1958–1965
- Denis Tapsoba MAfr, 1966–1984
- Marius Ouédraogo, 1984–1995
- Philippe Ouédraogo, 1996–2009, dann Erzbischof von Ouagadougou
- Justin Kientega, seit 2010